# Minuskuł 8
Minuskuł 8 (według numeracji Gregory-Aland), ε 164 (von Soden) – rękopis Nowego Testamentu z tekstem czterech Ewangelii, pisany minuskułą na pergaminie w języku greckim z XI wieku. Przechowywany jest w Paryżu.

## Opis rękopisu
Kodeks zawiera tekst czterech Ewangelii, na 199 pergaminowych kartach (28,7 cm na 21,8 cm). Niektóre partie rękopisu zostały utracone (Mateusz 2,9-20; Marek 15,42-16,14; Jan 1,1-13.49-3,11).
Tekst rękopisu pisany jest jedną kolumną na stronę, 26–28 linijek w kolumnie. Scrivener ocenił, że charakter pisma jest piękny.
Tekst Ewangelii dzielony jest według κεφαλαια (rozdziałów) oraz według Sekcji Ammoniusza, których numery umieszczono na marginesie. Sekcje Ammoniusza opatrzone zostały odniesieniami do Kanonów Euzebiusza. Tekst ewangelii zawiera τιτλοι (tytuły). Ponadto przed każdą z Ewangelii umieszczone zostały listy κεφαλαια.
Zawiera Epistula ad Carpianum, tablice do Kanonów Euzebiusza, Prolegomenę, ilustracje, noty liturgiczne na marginesach, księgi liturgiczne z żywotami świętych (menologium i synaksarion).
Tekst Pericope adulterae (Jan 7,53-8,11) oraz J 5,4 oznakowany został przy pomocy obelisku jako wątpliwy.

## Tekst
Grecki tekst Ewangelii reprezentuje bizantyńską tradycję tekstualną. Aland zaklasyfikował go do kategorii V. Według Claremont Profile Method, tj. metody wielokrotnych wariantów, reprezentuje standardowy tekst bizantyński w Łk 1; 10; 20.

## Historia
Paleograficznie datowany jest na wiek XI.
Rękopis należał niegdyś do Antonelli Petrucci, sekretarza Ferdynanda I, króla Neapolu. Rękopis wykorzystany został przez Stefanusa w jego Editio Regia (1550), który oznakował go przy pomocy ζ'. Na listę rękopisów Nowego Testamentu wciągnął go Wettstein. Rękopis badał Scholz oraz Paulin Martin.
Obecnie przechowywany jest we Francuskiej Bibliotece Narodowej w Paryżu, pod numerem katalogowym Gr. 83.
Nie jest cytowany w krytycznych wydaniach greckiego Novum Testamentum Nestle–Alanda (NA26, NA27).